# Fajã da Ermida
Para lá da fajã do Boi, e para o lado da ponta dos Rosais podemos encontrar uma porção de terra à qual se chama Ermida. Encontra-se situada à beira mar e tem características de uma fajã embora não seja tão perto do mar como é costume numa fajã.
Em tempos idos ali existam casas. As suas terras eram cultivadas principalmente de inhame que as pessoas iam buscar, descendo por um atalho com início no cimo da rocha.